# Franck Badiou
Franck Badiou (Vitry-sur-Seine, 24 marzo 1967) è un ex tiratore a segno francese.

## Palmarès

### Olimpiadi
- 1 medaglia:
  - 1 argento (Barcellona 1992 nel fucile 10 metri)